# СССР во Второй мировой войне

Ход Второй мировой войны в Европе (анимация).

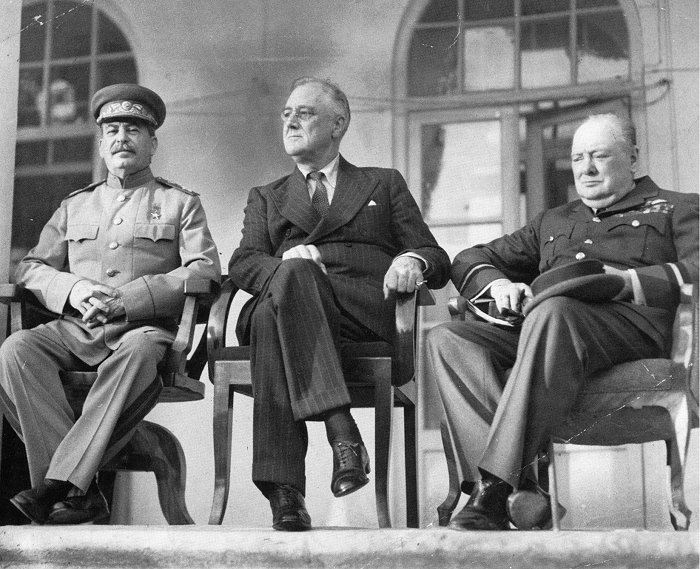
И. В. Сталин, Ф. Д. Рузвельт и У. Черчилль на Тегеранской конференции, Иран, 1943 год

Впервые Советский Союз принял участие во Второй мировой войне 17 сентября 1939 года во время так называемого Польского похода РККА и раздела Польши между нацистской Германией и СССР, а вторжение на его территорию вооружённых сил Германии и её европейских союзников 22 июня 1941 года в советской историографии ознаменовало собой начало Великой Отечественной войны.
Советская и мировая историография имеют различные точки зрения на включение ряда военных кампаний в ход Второй мировой войны (в частности, Польский поход РККА, последующий ввод советских войск в Литву, Латвию, Эстонию, Бессарабию, Зимняя война с Финляндией — все эти события не считаются советской и российской историографией участием СССР во Второй мировой войне),    тем не менее согласно мнению экспертов, именно СССР внёс самый значительный вклад в победу стран антигитлеровской коалиции во Второй мировой.
Достоверные данные о потерях СССР во Второй мировой войне замалчивались, а официально озвученные — постоянно менялись в разные годы. Согласно рассекреченным данным Госплана СССР, потери Советского Союза во Второй мировой войне составляют 41 миллион 979 тысяч, а не 27 миллионов, как считалось ранее. По оценке кандидата военных наук, профессора Академии военных наук генерал-полковника Г. Ф. Кривошеева, общие демографические потери СССР (включающие погибшее мирное население на оккупированной территории и повышенную смертность на остальной территории СССР от невзгод войны) — 26,6 млн человек. Однако, по мнению профессора международной политической экономии в Вулверхэмптонского университета М. Хейнса, число полученное группой Г. Ф. Кривошеева, задаёт лишь нижний предел всех потерь СССР в войне. Реальное общее число потерь СССР в результате войны, где причиной смерти стали военные насилия, недоедания, болезни или репрессии, колеблется где-то между 26,6 и 42,7 млн человек.

## Предыстория и начало Второй мировой войны
Германия и Советский Союз остались не удовлетворены результатами Первой мировой войны (1914—1918). В частности, Советская Россия как правопреемник Российской империи потеряла значительную территорию в Восточной Европе в результате возникновения на этих землях ряда независимых и суверенных государственных образований, таких как Польша, Литва, Эстония, Латвия, Финляндия. В 1927 году возник кризис англо-советских отношений с угрозой полномасштабной войны СССР с Британской империей, Польшей, а возможно и целым блоком европейских государств. Как один из результатов этого кризиса, в СССР было начато укрепление обороноспособности и строительство оборонительной Линии Сталина; руководство СССР взяло курс на масштабное военное производство и ускоренную индустриализацию, а перспективная «новая экономическая политика» страны с 1928 года была свёрнута. С 1930 года в СССР началась принудительная коллективизация, имевшая целью полный контроль над производством хлеба и иной сельскохозяйственной продукции. Таким образом, уроки военной тревоги 1927 года во многом легли в основу всех последующих событий 1930-х годов происходивших в СССР.

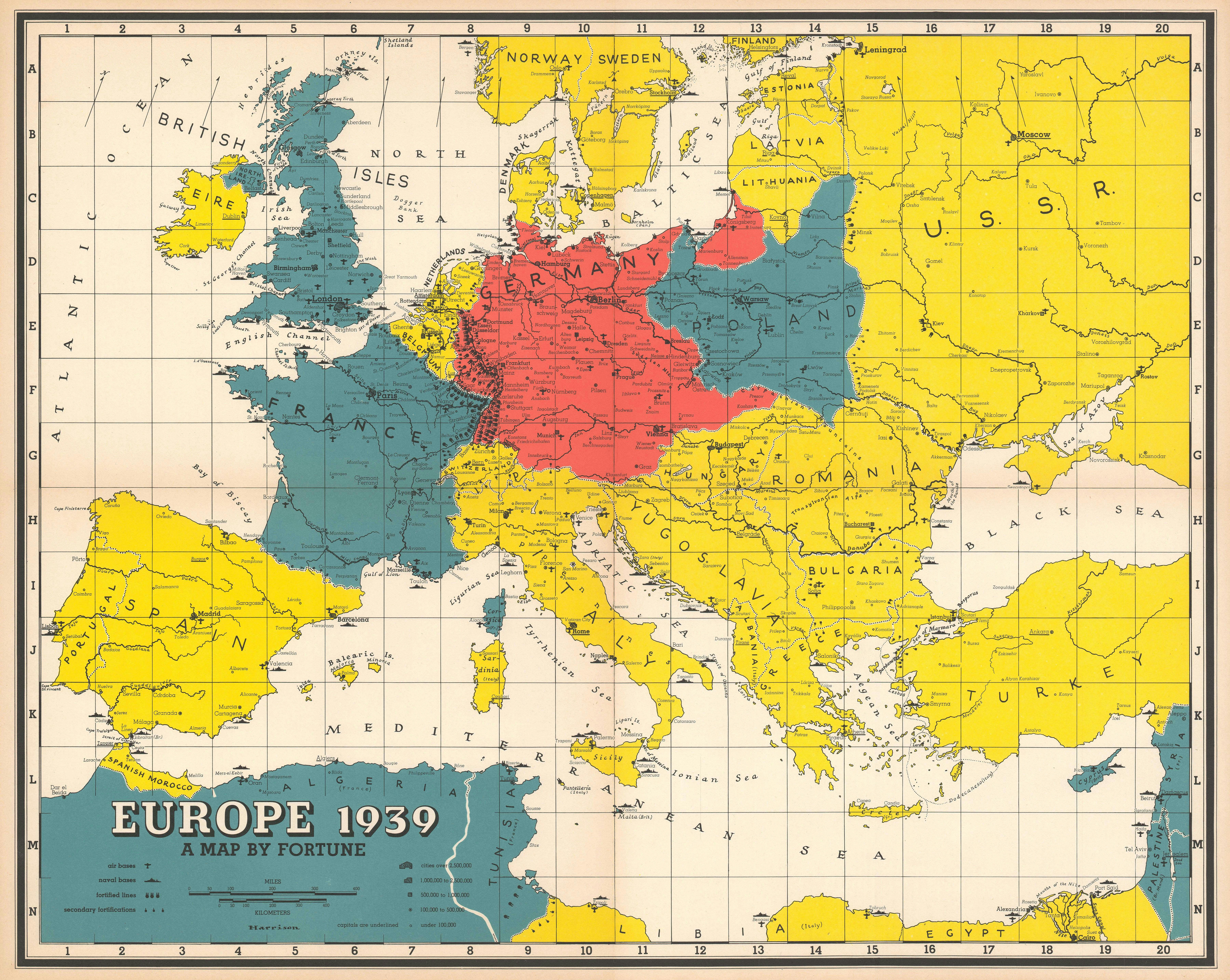
Карта стран Европы в 1939 году

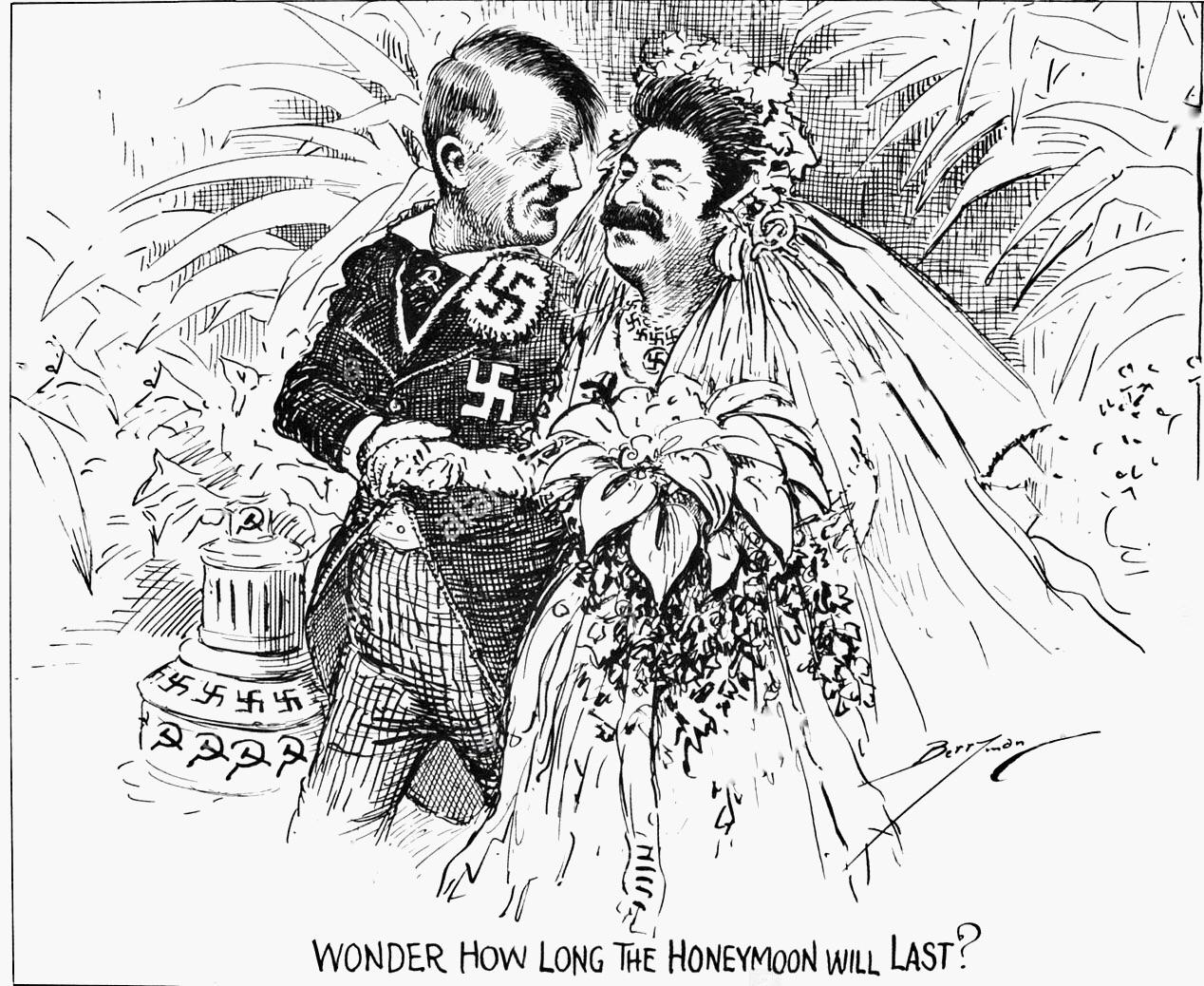
«Интересно, сколько продлится медовый месяц?». Клиффорд Берримен. («The Washington Star», октябрь 1939)

В обстановке глобального экономического кризиса к власти в Германии в 1933 году пришла Национал-социалистическая немецкая рабочая партия (НСДАП) Адольфа Гитлера, развернувшая интенсивную подготовку к реваншу за поражение страны в Первой мировой войне. Прежде всего это касалось ревизии Версальского мирного договора в плане реализации курса на достижение военного паритета с ведущими мировыми державами.
В СССР интенсивная подготовка к большой войне развернулась практически с начала 1930-х годов, после серьёзного военно-политического кризиса и обострения отношений с Великобританией в 1927 году. Благодаря форсированной индустриализации в 1930-е годы в СССР была создана мощная тяжёлая промышленность, создававшаяся с учётом возможности быстрого перевода на производство вооружений. Тем не менее, по производству стали, чугуна, угля, электроэнергии, большинства видов химической продукции, Советский Союз уступал даже одной только нацистской Германии. Разрыв стал ещё более серьёзным после того, как в руки Германии попала промышленность практически всей Западной и Центральной Европы.
Советский Союз до своего открытого военного столкновения с Германией 22 июня 1941 года, вёл свои собственные захватнические войны, преследуя свои геополитические цели и интересы, играя на противоречиях двух основных противоборствующих коалиций (стран антигитлеровской коалиции и германской коалиции стран «оси»). 23 августа 1939 года между Германией и СССР был подписан договор о ненападении, секретная часть которого разграничивала сферы влияния государств-подписантов в Европе. Уже в сентябре 1939 года были развязаны совместные боевые действия Германии и СССР против Польши, положившие начало Второй мировой войне, где Вермахт и РККА выступили практически как союзники.
В предвоенный период конца 1930-х годов между СССР и Германией были налажены активные экономические взаимоотношения и торговля. В 1940 году шли переговоры о возможном присоединении СССР к пакту «стран оси» («пакт четырёх держав»), однако непомерные (по мнению Гитлера) геополитические аппетиты Сталина в итоге не позволили ему присоединиться к пакту четырёх держав и привели к войне германской коалиции государств против СССР, на стороне находившегося практически в полной международной изоляции СССР выступили только марионеточные просоветские режимы Монголии и Тувы (последняя в итоге была аннексирована Советским Союзом в 1944 году). Начавшаяся в 1941 году война между СССР и Германией естественным образом прекратила всякое взаимное сотрудничество двух сторон и предопределила присоединение СССР к блоку антигитлеровской коалиции вместе с Францией, США и Великобританией. Ибо нежелание распространения германского геополитического влияния на всю Европу и Евразию подтолкнули страны антигитлеровской коалиции рассмотреть СССР (волею обстоятельств оказавшегося противником германской экспансии) в качестве естественного союзника в борьбе с Германией, что побудило Англию и США начать оказывать всевозможную военную помощь СССР в войне против Германии, а Советский Союз также оказался среди стран антигитлеровской коалиции, в итоге сыграв решающую роль в её победе.

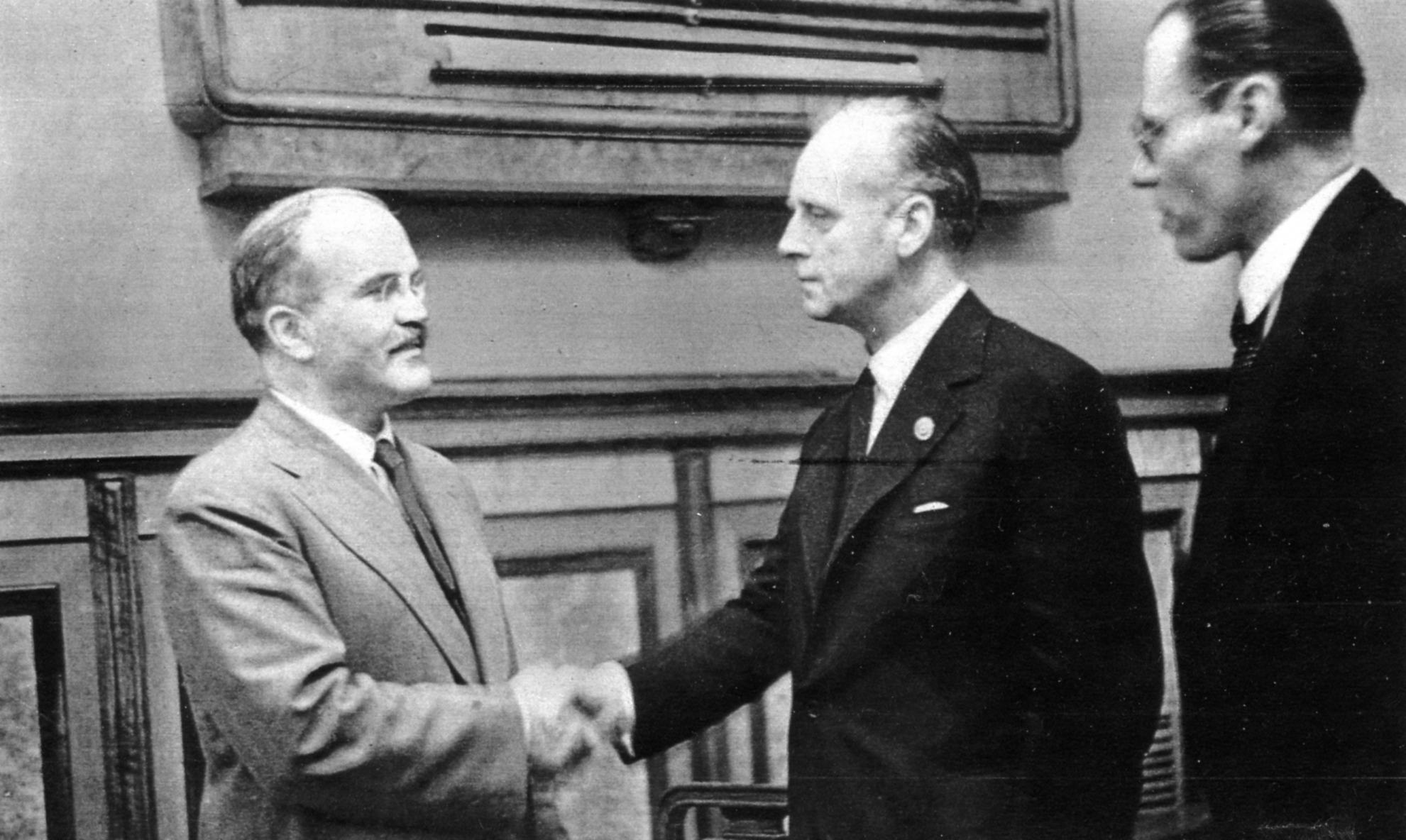
Молотов и Риббентроп после подписания советско-германского договора о дружбе и границе между СССР и Германией.

### Пакт Молотова — Риббентропа
23 августа 1939 глава правительства СССР В. Молотов и министр иностранных дел Германии И. Риббентроп заключили в Москве договор о ненападении. К договору прилагался секретный протокол, разграничивающий сферы влияний государств-подписантов в Европе. Документ предусматривал включение Латвии, Эстонии, а также Бессарабии и восточных «областей Польши» в сферу интересов СССР. Литва и западные территории Польши были отнесены в сферу интересов Германии. Уже в сентябре 1939 года были развязаны совместные боевые действия Германии и СССР против Польши, положившие начало Второй мировой войне.

### Бои на Халхин-Голе (1939)
C весны по осень 1939 года у реки Халхин-Гол произошёл вооружённый конфликт (необъявленная война), продолжавшийся на территории Монголии недалеко от границы с Маньчжоу-го, между СССР и Японией. Заключительное сражение произошло в последних числах августа и завершилось полным разгромом 6-й отдельной армии Японии. Перемирие между СССР и Японией было заключено 15 сентября 1939 года.

### Польский поход РККА (1939)

«Рандеву». Карикатура Дэвида Ло. Опубликована в британской газете Evening Standard 20 сентября 1939, изображает встречу Гитлера и Сталина после раздела Польши.
Гитлер: «Отброс человечества, если не ошибаюсь?»
Сталин: «Кровавый убийца рабочих, я полагаю?»

С началом Второй мировой войны и вторжением нацистской Германии в западные области Польши, Советский Союз 17 сентября 1939 начал свою военную операцию в восточных областях Польши (которые вошли в её состав по итогам Рижского мирного договора 1921 года) и в Виленском крае (находившемся под управлением Польши с 1923 года). В операции участвовали армейские группировки РККА Киевского ОВО и Белорусского ОВО.
Утром 17 сентября в ноте советского правительства, вручённой в Москве послу Польши в СССР, было заявлено, что «поскольку Польское государство и его правительство перестали существовать, Советский Союз обязан взять под свою защиту жизнь и имущество населения Западной Украины и Западной Белоруссии».
Тем же утром 17 сентября, в соответствии с условиями секретного дополнительного протокола к договору о ненападении между СССР и Германией, Советский Союз осуществил ввод своих войск в восточные районы Польши. Внутренняя пропаганда в СССР декларирует, что «РККА берёт под защиту братские народы». В 6 часов утра Красная армия двумя войсковыми группами перешла государственную границу. Этим же днём Молотов отослал послу Германии в СССР Шуленбургу поздравление по поводу «блестящего успеха германского вермахта». Несмотря на то, что ни СССР, ни Польша не объявили войну друг другу, некоторые историки (например А. М. Некрич) считают этот день датой вступления СССР во Вторую мировую войну.
28 сентября немцы заняли Варшаву. В этот же день в Москве был подписан Договор о дружбе и границе между СССР и Германией, установивший линию разграничения между немецкими и советскими войсками на территории бывшей Польши примерно по «линии Керзона».
Территории, отошедшие в зону влияния СССР, были включены в состав Украинской ССР, Белорусской ССР и независимой на тот момент Литвы. На территориях, включённых в СССР, была установлена советская власть, проводились социалистические преобразования (национализация промышленности, коллективизация крестьянства), что сопровождалось депортацией и репрессиями по отношению к бывшим господствующим классам — представителям буржуазии, помещикам, зажиточным крестьянам, части интеллигенции.

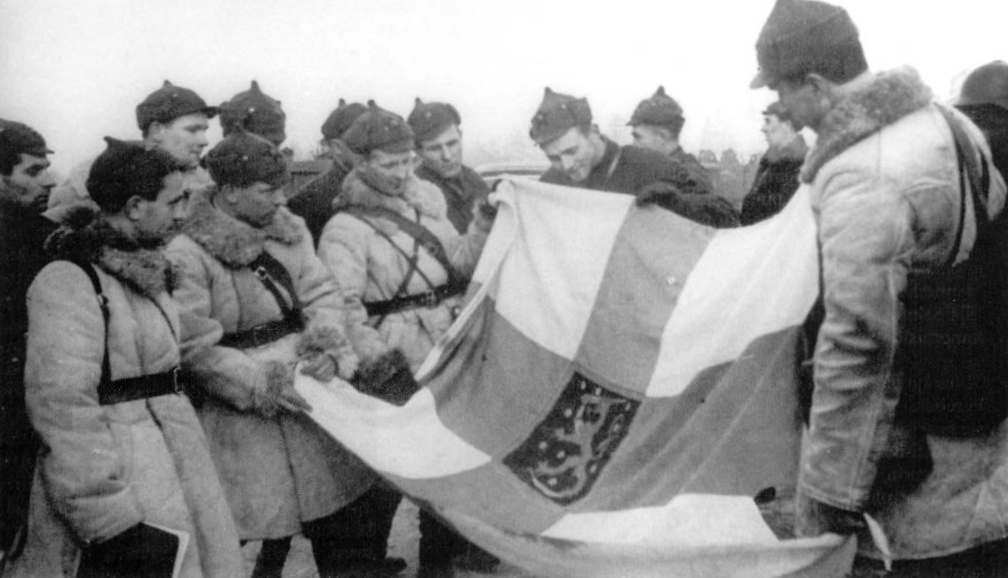
Комсостав (на переднем плане) и рядовые РККА с захваченным флагом Финляндии, 1940

### Советско-финская война (1939—1940)
В период с 30 ноября 1939 года по 13 марта 1940 года между Советским Союзом и Финляндией произошёл военный конфликт получивший название Советско-финская война 1939—1940 года или «Зимняя война» (фин. Talvisota). По мнению ряда зарубежных историков, по сути — наступательная операция СССР против Финляндии во время Второй мировой войны. В советской и российской историографии эта война рассматривается как отдельный двусторонний локальный конфликт, не являющийся частью Второй мировой войны, также как и необъявленная война на Халхин-Голе. В результате, СССР был объявлен военным агрессором и исключён из Лиги Наций. По условиям заключённого 12 марта 1940 года мирного договора завершившего войну, была изменена советско-финская граница, ранее установленная Тартуским мирным договором (1920), вследствие чего Ленинград перестал быть приграничным городом.

### ОккупацияПрибалтики(1939—1940)

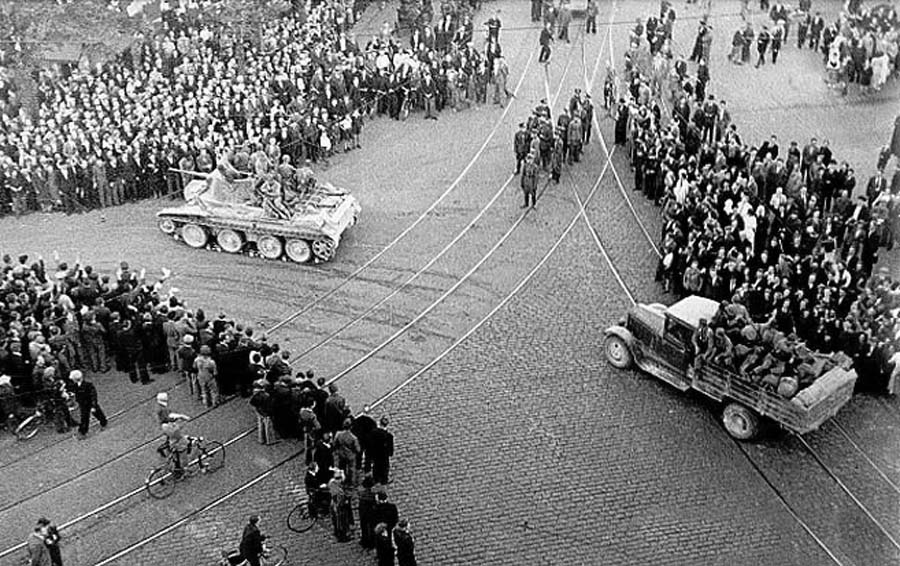
Советские войска вступают в Ригу,
17 июня 1940

Ещё осенью 1939 года Эстония, Латвия и Литва заключили с СССР договоры о взаимопомощи, также известные как договоры о базах, в соответствии с которыми на территории этих стран были размещены советские военные базы. 17 июня 1940 года СССР предъявляет прибалтийским государствам ультиматум, требуя отставки их законных правительств и формирования вместо них «народных» правительств, роспуска парламентов, проведения внеочередных выборов и согласия на ввод дополнительного контингента советских войск. В сложившейся обстановке прибалтийские правительства были вынуждены принять эти требования. При активной поддержке из Москвы в Эстонии, Латвии и Литве, одновременно происходят государственные перевороты. К власти приходят марионеточные правительства просоветской ориентации.
После ввода дополнительных частей Красной армии на территорию Прибалтики, в середине июля 1940 года в Эстонии, Латвии и Литве, в условиях значительного советского военного присутствия проводятся безальтернативные выборы в верховные органы власти. Коммунистически настроенные партии были единственными партиями, допущенными к выборам. В своих предвыборных программах они ни слова не упоминали о планах присоединения к СССР. 21 июля 1940 года вновь избранные парламенты, в составе которых оказалось просоветски настроенное большинство, провозглашают создание советских социалистических республик и направляют Верховному Совету СССР прошения о вступлении в Советский Союз. 3 августа Литовская ССР, 5 августа — Латвийская ССР, а 6 августа — Эстонская ССР, были приняты в состав СССР.

### Оккупация Бессарабии и Северной Буковины (1940)
27 июня 1940 года правительство СССР направляет румынскому правительству две ультимативные ноты, требуя возврата Бессарабии и передачи Советскому Союзу Северной Буковины в качестве «возмещения того громадного ущерба, который был нанесён СССР и населению Бессарабии 22-летним господством Румынии в Бессарабии». В 1918 году, воспользовавшись Гражданской войной на территории бывшей Российской империи, Румыния ввела войска на территорию Бессарабии, а затем включила её в свой состав. Буковина никогда не входила в состав Российской империи (исторически почти вся Буковина, кроме её южной части, принадлежали Руси в X—XI веках), но была населена преимущественно украинцами. Румыния, не рассчитывая на поддержку со стороны других государств в случае войны с СССР, была вынуждена согласиться на удовлетворение этих требований. 28 июня Румыния выводит свои войска и администрацию из Бессарабии и Северной Буковины, после чего туда входят советские войска. 2 августа на части территории Бессарабии и части территории бывшей Молдавской АССР была образована Молдавская ССР. Юг Бессарабии и Северная Буковина организационно были включены в состав Украинской ССР.

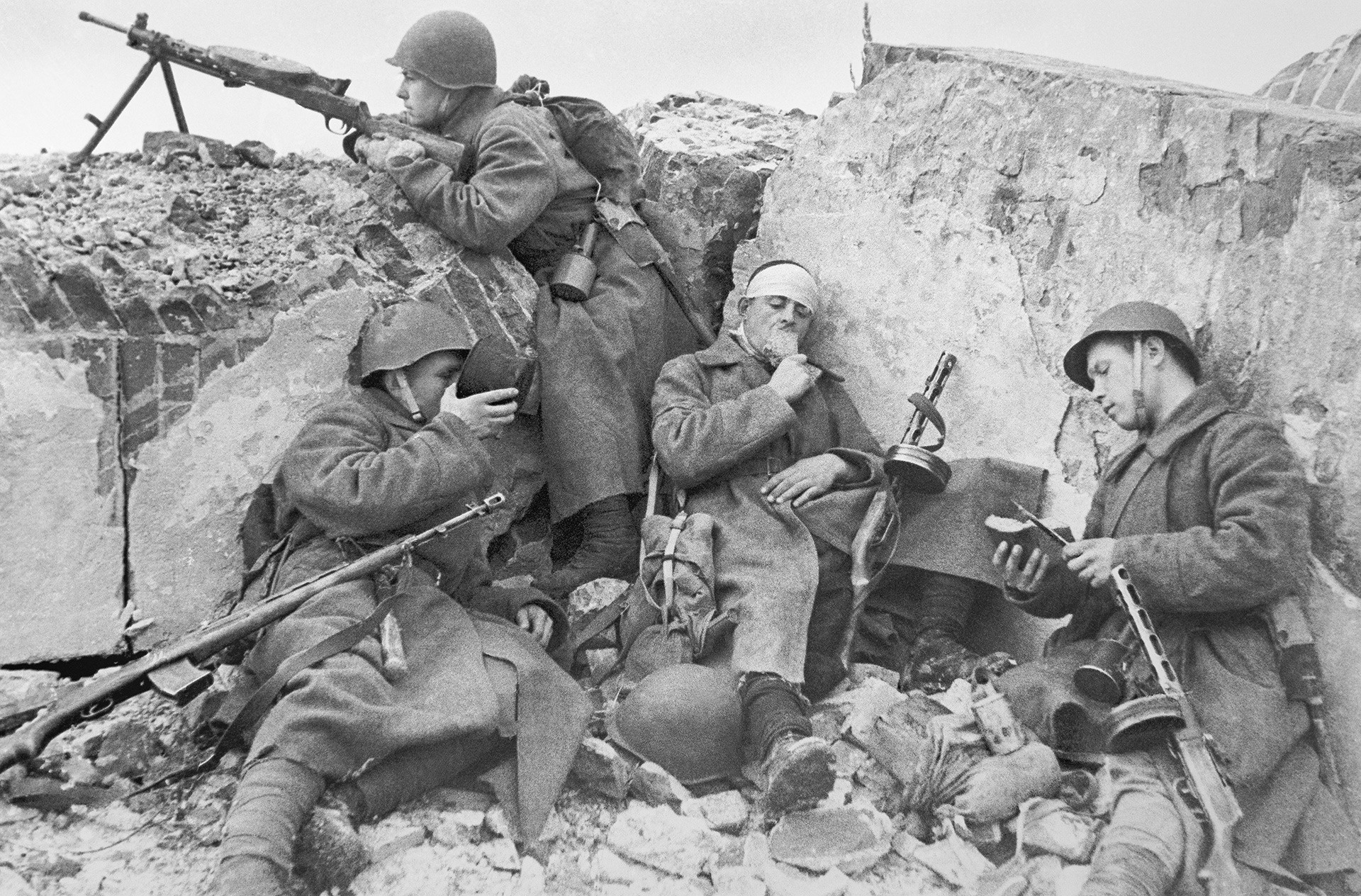
Солдаты Белорусского фронта отдыхают после боя во время Великой Отечественной войны.

## Великая Отечественная война
С нападения 22 июня 1941 года на Советский Союз вооружённых сил нацистской Германии и её европейских союзников (Венгрии, Италии, Румынии, Словакии, Хорватии) началась Великая Отечественная война.

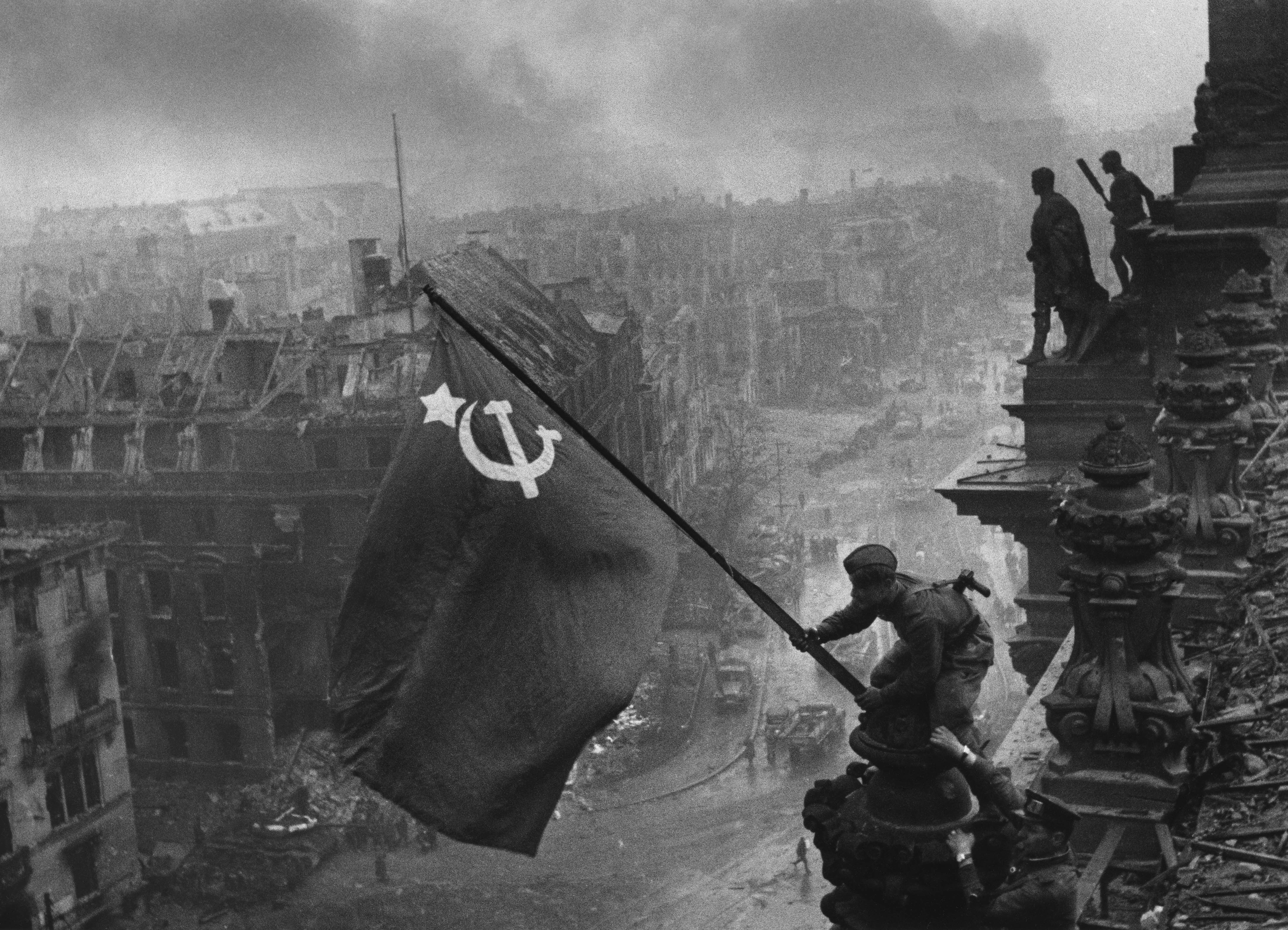
Советское Знамя Победы над рейхстагом, 1945

В ходе Великой Отечественной войны историография рассматривает три основных периода:
1. Первый период (22 июня 1941 г. — ноябрь 1942 г.). Нападение Германии на СССР — Поражения РККА летом 1941 — Крах блицкрига — Битва за Москву. В первый период войны 1941—1942 годов, Советский Союз терпел военные поражения, многие его территории были оккупированы, но затем продвижение нацистской Германии было остановлено и Красная армия смогла перейти в контрнаступление.
2. Второй период (ноябрь 1942 г. — декабрь 1943 г.). Коренной перелом в ходе войны — Сталинградская битва — Курская битва — Битва за Днепр — Северо-Кавказская наступательная операция и прорыв блокады Ленинграда (18 января 1943 года) — Новороссийско-Таманская операция. Продвижение РККА на запад от 500 до 1300 км, освобождение примерно 2/3 оккупированной территории, в том числе важнейших экономических (Донбасс, Харьков) и сельскохозяйственных (Черноземье, Кубань, восток Украины) районов СССР.
3. Третий период (январь 1944 г. — 9 мая 1945 г.). Ленинградско-Новгородская операция — Крымская наступательная операция — Восточно-Прусская операция. Изгнание немецких войск за пределы территории СССР. Ялтинская конференция. Освобождение от оккупации стран Европы. Распад военного блока стран «оси». Берлинская операция. Безоговорочная капитуляция Германии.

## Советско-финская война (1941—1944)

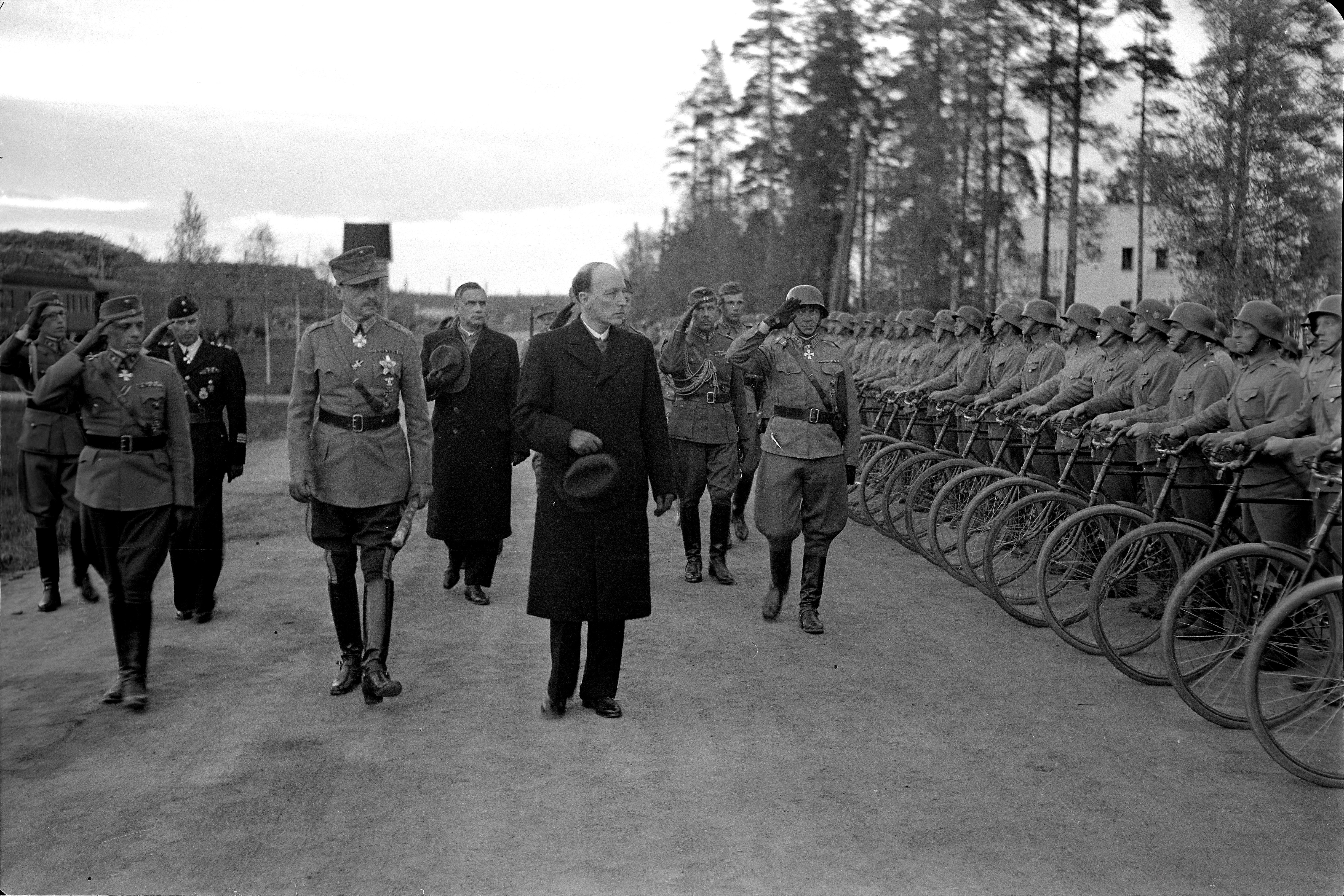
Маршал Маннергейм и президент Рюти инспектируют войска в Энсо (ныне Светогорск).
4 июня 1944

В советской историографии военные действия между СССР и Финляндией в 1941—1944 годы считаются одним из театров военных действий Великой Отечественной войны, аналогичным образом Германия рассматривала свои операции в регионе как составную часть Второй мировой войны. В финской историографии для названия этих военных действий преимущественно используется термин «Война-продолжение» (фин. Jatkosota), что подчёркивает её отношение к завершившейся незадолго до этого Советско-финской войне (1939—1940) годов.
Начавшиеся одновременно с началом Великой Отечественной войны боевые действия имели своим итогом победу Рабоче-крестьянской Красной армии и подписание Московского перемирия 19 сентября 1944 года.

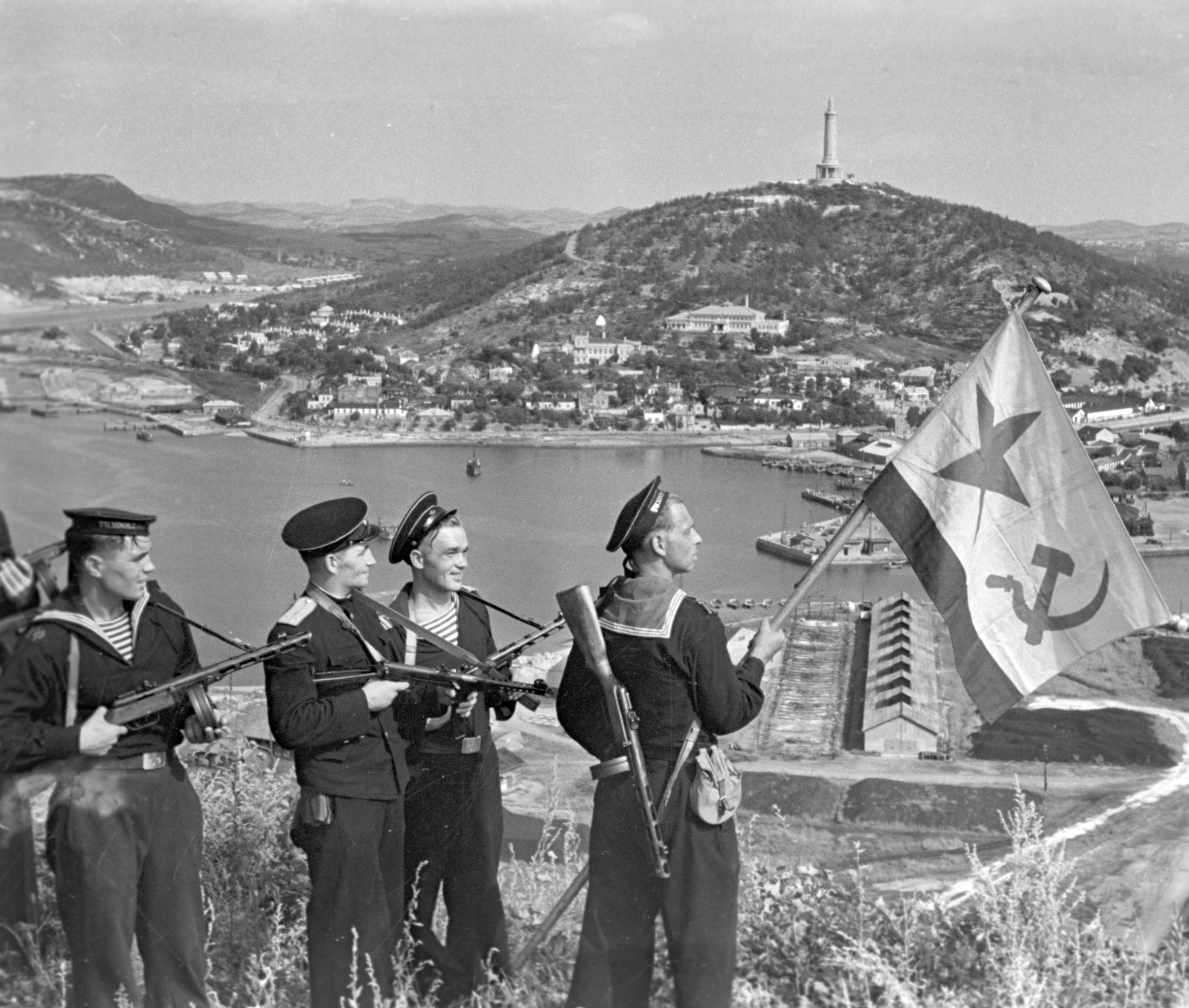
Советские моряки-десантники Тихоокеанского флота водружают флаг над Порт-Артуром, 1945

## Советско-японская война
Советско-японская война рассматривается как логическое продолжение Великой Отечественной войны. Длившаяся с 9 августа по 2 сентября 1945 года советско-японская война окончилась победой СССР, в рамках общей победы стран антигитлеровской коалиции воевавших с Японией в течение всей Второй мировой войны и капитуляцией Японской империи. СССР возвратил себе Южный Сахалин и Курильские острова. Государства Маньчжоу-го и Мэнцзян прекратили своё существование.

## В историографии
Участие СССР во Второй мировой войне, как и вся Вторая мировая, представляют собой острую дискуссионную тему как в российской историографии, так и в зарубежной.

### Проблемы оценки военных событий
Споры связаны, прежде всего, с изначальной разницей между изложением военных событий в советских, германских документах и архивах третьих стран. В западной исторической науке, посвящённой данной тематике, даже имеют место «германская» и «советская» школы исследования конфликта. До сих пор спорными остаются вопросы о внешней политике СССР накануне войны в 1939—1941 годы, о состоянии экономики, промышленности, реальной готовности Советского Союза к войне, множество разногласий по поводу неудач первого периода войны, дальнейших событий, в том числе о роли Советского Союза в победе над фашизмом.
В послевоенной историографии характерной чертой было то, что на труды как советских, так и западных историков существенное влияние оказывало идеологическое противостояние двух мировых полюсов, выражавшееся в «Холодной войне». Так, советские историки отмечали, что труды их западных коллег носили ярко выраженный пропагандистский характер, в них зачастую на первое место вставала идеологическая составляющая, а не фактология. По мнению советских исследователей войны, зарубежные авторы активно стремились умалить роль СССР в победе над фашизмом, нередко давая неверную оценку историческим фактам. Однако и в советской историографии трактовка военных событий менялась в зависимости от политического курса руководства страны и идеологических изменений.
В первые годы после войны изучение военных событий в СССР было существенно затруднено засекреченностью большинства материалов. Статьи, выпущенные в это время, были строго выдержаны в рамках официальной идеологии, вольность в трактовке не допускалась. Даже в период хрущёвской «оттепели», когда был рассекречен значительный массив документации, и исследователи обрели относительную свободу в выдвижении тех или иных соображений, идеология продолжала существенно влиять на изложение. Это проявилось и в первом фундаментальном труде по Великой Отечественной войне, вышедшем в 6 томах в 1960-м году.

### Советская историография
Одним из основных обсуждаемых в историографии событий накануне войны является заключение советско-германского пакта о ненападении 23 августа 1939 года. Изменения в трактовке этих событий в советской историографии начались с эпохой перестройки, в конце 1980-х годов. Комиссия ЦК КПСС по вопросам международной политики, созданная в этот же период, представила новый взгляд на события конца 1930-х годов. Советская историография считала подписание договора о ненападении с Германией единственной возможностью избежать войны с Германией и другими странами Антикоминтерновского пакта в 1939 году, когда СССР, как утверждается, находился в полной международной изоляции, не имея союзников. Многие же современные российские историки считают, что этот договор стал лишь одним из проявлений экспансионистских устремлений Сталина и всей партийной верхушки СССР с их давней изначальной декларацией об экспорте «мировой революции», которые стремились столкнуть Германию с «западными демократиями», а после их взаимного ослабления — советизировать всю Европу.
Также многими обсуждался вопрос о причинах неудач СССР на первом этапе войны. В советской историографии вплоть до 1960-х годов не существовало полного монографического исследования Великой Отечественной войны, в наличии имелись в основном архивные, в большей части засекреченные, документы. Первым фундаментальным трудом стала шеститомная монография «Великая Отечественная война Советского Союза 1941—1945 гг.», изданная в 1960 году. В этой монографии впервые была дана целостная картина четырёх военных лет, был произведён анализ исторических событий. При этом, однако, учитывались не все факторы. В том числе, неготовность советской армии к войне объяснялась лишь тем, что Сталин был уверен в неготовности Германии напасть на СССР, а просчёты отдельных командующих объяснялись прежде всего репрессиями 1937-38 годов в отношении командного состава РККА. Безосновательно также утверждалось, что германские вооружённые силы якобы имели количественное преимущество в технике перед РККА.

### Постсоветская историография
Разделение отечественного историографического материала о Великой Отечественной войне на две основных группы — советскую и постсоветскую — объясняется, прежде всего, коренным переломом, произошедшим после распада СССР. Уже в годы перестройки начали рассекречиваться многие архивные материалы, что ещё активнее продолжилось с образованием Российской Федерации. Однако и для современных историков остаётся ряд затруднений, в первую очередь связанных с не рассекреченными до сих пор важнейшими архивами (в частности, так называемый президентский архив).
В постсоветский период отечественная историография обрела гораздо большую степень свободы в трактовке событий, что привело к существенному переосмыслению множества спорных вопросов.
В первую очередь, была поставлена под сомнение не подвергавшаяся обсуждению ранее стратегия, избранная руководством страны перед началом войны. Ранее традиционно утверждалось, будто-бы Сталин избрал для СССР исключительно оборонительный вариант: когда предполагалось разгромить первый натиск противника, а затем подтянуть основные масштабные силы РККА. Тогда как хорошо известно, что предвоенная военная доктрина РККА имела исключительно наступательный характер, основным тезисом которой был: «бить врага малой кровью, на чужой территории». Подобный подход в итоге сыграл немаловажную роль в том, что РККА практически не изучала оборонительный характер ведения манёвренных боевых действий в отступлении, в окружении, и так далее, что в итоге крайне плачевно сказалось в ходе начального периода войны 1941—1942 годов. Об этом факте очень много говорили впоследствии многие советские военачальники, как например И. С. Конев и другие.
В постсоветский период ряд историков, например М. Мельтюхов, стали утверждать, что план превентивного удара нападения на Германию существовал, в том числе и в рамках экспортной стратегии развязывания мировой революции. Неудача же данного плана, связывается со множеством просчётов советского руководства, в том числе и в определении срока начала войны. К моменту начала Великой Отечественной войны силы Красной армии были стянуты к западным границам, снабжающие склады также находились близко к границе. Некоторые историки считают такое положение складов, а также слабую подготовку РККА к оборонным действиям — прямым следствием, а вместе с тем и явным свидетельством подготовки именно превентивной войны.
Особенностью постсоветской историографии служит также то, что некоторые исследователи на постсоветском пространстве используют тему Великой Отечественной войны в рамках борьбы с коммунистической идеологией, иной раз лишая свои исследования объективности и непредвзятости.